# Kékkoronás álszajkó
A kékkoronás álszajkó (Pterorhinus courtoisi) a madarak osztályának verébalakúak (Passeriformes) rendjébe és a Leiothrichidae családjába tartozó faj.

## Rendszerezése
A fajt Auguste Ménégaux francia ornitológus írta le 1923-ban,  a Garrulax nembe Garrulax courtoisi néven. Egyes szervezetek jelenleg is ide sorolják.

## Alfajai
- Pterorhinus courtoisi courtoisi Menegaux, 1923
- Pterorhinus courtoisi simaensis Cheong & Tang, 1982[3]

## Előfordulása
Délkelet-Ázsiában, Kína déli részén, Csianghszi tartományban honos. Természetes élőhelyei a szubtrópusi vagy trópusi síkvidéki esőerdők és cserjések. Vonuló faj.

## Megjelenése
Testhossza 25 centiméter.

## Életmódja
Gerinctelenekkel és magvakkal táplálkozik.

## Természetvédelmi helyzete
Az elterjedési területe nagyon kicsi, egyedszáma 50-249 példány közötti és csökken. A Természetvédelmi Világszövetség Vörös listáján súlyosan veszélyeztetett fajként szerepel.
Összehangolt tenyésztéssel próbálják meg megmenteni a fajt a teljes kipusztulástól. Európában az Európai Állatkertek és Akváriumok Szövetsége felügyelete alá tartozó Európai Veszélyeztetett Fajok Programja (EEP) keretében tenyésztik a faj egyedeit.